# Alphonse Bellier
Pour les articles homonymes, voir Bellier.
Alphonse Bellier, né à Saint-Nazaire le 21 juillet 1886 et mort à Paris le 1er novembre 1980, est un commissaire-priseur français, spécialisé dans la vente de collections d'objets d'art.

## Biographie
Fils d’un boulanger de Saint-Nazaire, Alphonse Louis Marie Bellier vient à Paris en 1918 et s’oriente vers la carrière de notaire, puis devient commissaire-priseur le 27 mars 1920. Il occupe à Paris l'office no 66 de la Chambre des commissaires-priseurs judiciaires de la Seine jusqu'au 7 novembre 1958. Son principal lieu de travail est l'hôtel Drouot où il dirige de très nombreuses ventes d'objets d'art. Il s'entoure d'experts, tels Jos Hessel, André Schoeller (1879-1955), Jacques Mathey, ou Robert Lebel, dans le cadre de ventes de tableaux et de dessins. Il est en relation avec des collectionneurs privés et des institutions muséales.
Au cours de l’Occupation, Bellier organise plus de 250 ventes entre 1941 et 1944, profitant du climat euphorique du marché de l’art. Ses ventes sont principalement des ventes d’objets d’art mais aussi de mobilier courant et de bijoux. Certaines d’entre elles concernent des collections spoliées, qui font l’objet de publicités importantes dans les organes de presse,.
Bellier continue son activité après la Libération, et fait alors l’objet de deux procès, l’un contre Jean Bloch pour une vente effectuée le 11 décembre 1941, et l’autre contre la famille Fabius dans le cadre de la vente du stock en 1942 de la galerie d'Élie Fabius. Il soutient et aide des familles juives à la recherche d’œuvres dispersées sous l’Occupation,,,.